# Цыганов, Николай Григорьевич
Николай Григорьевич Цыганов (иногда ошибочно упоминается как Степанович; 1797, Санкт-Петербург — 30 ноября [12 декабря] 1832, Москва) — русский актёр и поэт.

## Биография
Родился в семье вольноотпущенного, ранее принадлежавшего хлеботорговцу и откупщику Злобину (основателю города Вольска). Отец поэта долгое время был доверенным Злобина по обширным торговым делам его и по должности часто разъезжал с места на место; Цыганов учился урывками, большей частью дома, а иногда в училище, какое находилось в месте пребывания семьи. Около 1816 года он поступил в саратовскую театральную труппу, в которой оставался в течение 12 лет, разъезжая по провинциальным театрам. Цыганов был женат на Марии Ивановне Чижовой, и назывался по чину её отца, губернского регистратора. Писатель М. Н. Загоскин заметил Цыганова в Симбирске и содействовал его переходу в труппу Московского Малого театра в 1828 году. В Москве Цыганов сблизился с театральными кругами, дружил с П. С. Мочаловым, Ф. А. Кони и М. С. Щепкиным.

## Творчество
Все известные стихотворения Цыганова исполнены в стилистике фольклорной лирики, многие из них являлись песнями, которые по некоторым сведениям, Цыганов исполнял сам, аккомпанируя себе на гитаре. Вероятно, до приезда в Москву и знакомства с литературными тенденциями обеих столиц, Цыганов мыслил свои песни вне литературы и печати, однако в конце 1820-х, начале 1830-х гг. жанр литературной «русской песни» стал заметным и популярным: почти одновременно вышли сборники А. А. Дельвига и А. Ф. Мерзлякова.с многочисленными образцами жанра, на которые критика отреагировала благосклонно. Ранняя смерть не позволила Цыганову выступить с «русскими песнями» в литературе достаточно заметно, он начал печататься в периодических изданиях и подготовил сборник своих песен, но издать его не успел. Многие его песни разошлись в списках и песенниках, утратив имя автора (одни из самых известных: «Не шей ты мне, матушка, красный сарафан», «Ох, болит да щемит ретиво сердечко», «Что ты рано, травушка, пожелтела», «При долинушке береза», «По полю, полю чистому», «Ах ты, рощица, роща темная»). Музыку ко многим песням Цыганова писал А. Варламов.

## Публикации
Впервые стихотворение Цыганова появляется в печати в 1828 г. Только в 1832 г. его тексты начинают регулярно печататься в «Молве», еженедельном прибавлении к «Телескопу» Надеждина. Перед самой смертью Цыганов подготовил сборник своих песен и отдал его на одобрение цензуры (цензурное разрешение выдано 3 ноября 1832 г.). Это собрание вышло только в 1834 г. (Русские песни Н. Цыганова. М., 1834); книга была напечатана небольшим тиражом и почти не замечена критикой; второе издание вышло только в 1857 году. В альманахе «Литературный кабинет» (1842) было напечатано цыгановское посвящение песен знаменитому актёру П. С. Мочалову и две песни; две другие — в «Репертуаре и пантеоне» в том же году, с рассказом о поэте редактора, Ф. А. Кони, который в жанре «русских песен» признал Цыганова лучше барона Дельвига, но слабее Кольцова.